# پنته
پنته یک بازی تخته استراتژی و انتزاعی برای دو یا چند بازیکن است که در سال ۱۹۷۷ توسط گری گابرل ساخته شد. پنته گونه‌ای از خانواده بازی‌های م، ن، ک است، به دلیل مکانیک دستگیری خود متمایز است و به بازیکنان اجازه می‌دهد تا جفت‌هایی از سنگ‌ها را «ساندویچ» کنند و با کنار زدن آن‌ها در دو طرف، آن‌ها را بگیرند. این ارزیابی‌های تاکتیکی می‌تواند باعث شود بازیکنان در مقایسه با بازی‌های مکان‌یابی سنتی در سیستم م، ن، ک مانند گوموکو، تغییرات قابل توجهی احساس کنند.

## قوانین
پنته روی یک شبکه مشبک 19x19 از تقاطع‌ها شبیه به تخته گو بازی می‌شود. بازیکنان به‌طور نوبتی سنگ/مهره‌های رنگ خود را در تقاطع‌های خالی قرار می‌دهند و سفید همیشه حرکت گشایش را شروع می‌کند. هدف این بازی این است که پنج سنگ یا بیشتر سنگ را در یک ردیف در هر جهت عمودی، افقی یا مورب قرار دهید تا پنج مهره به اسارت بگیرید.
سنگ‌ها به‌وسیلهٔ محاصره کردن (گرفتن دو سوی سنگ‌های متوالی حریف) اسیر گرفته می‌شوند. اسیر گرفتن دقیقاً با دو سنگ انجام می‌شود. محاصره یک سنگ، سه سنگ یا بیشتر منجر به اسارت نمی‌شود. به عنوان مثال، اگر سنگ‌ها XOO _ هستند و "X" سنگ خود را طوری قرار می‌دهد که تبدیل به XOOX شود، سنگ‌های حریف از تخته خارج می‌شوند و X _ _ X باقی می‌مانند.
یک سنگ ممکن است به‌طور قانونی در هر تقاطع خالی قرار گیرد، حتی اگر یک جفت بین دو سنگ دشمن ایجاد کند. اگر سنگ‌ها XO_X قرار گیرند، ممکن است "O" سنگ آنها را قرار دهد تا تبدیل به XOOX شوند. در این حالت سنگ‌ها اسیر نمی‌شوند.
بازیکنی برنده می‌شود که ده یا بیشتر سنگ را اسیر بگیرد.

## اختراع
گری گابرل، پنته را در حین کار در یک ایستگاه ماشین ظرفشویی در پیتزا هایدوی، در استیلواتر، اوکلاهاما، اختراع کرد. او زمانی که در کالج در دانشگاه ایالتی اوکلاهما تحصیل می‌کرد، این شغل را برای پرداخت هزینه اتاق و غذا به عهده گرفت و در آنجا با همکارانش بازی‌هایی مانند گو، چکرز و خانواده بازی‌های گوموکو انجام می‌داد. گوموکو مخصوصاً برای او متمایز بود و او خاطرنشان کرد که تمام ویژگی‌های لازم برای ساخت یک محصول عالی را دارد. گابرل با استفاده از ویژگی‌هایی که برای او جذاب بود، از آن‌ها برای اختراع پنته الهام گرفت و اندازه تخته را افزایش داد و پیچیدگی بازی را کاست و به آن سرعت بخشید تا بازی برای «سبک زندگی غربی متناسب شود».
نینوکی-رنجو، نسخه‌ای از خانواده بازی‌های رنجو است که بیشتر شبیه به پنته است و روی تقاطع یک تخته ۱۵×۱۵ با سنگ‌های سیاه و سفید بازی می‌شود؛ اما قوانین گشایش پیچیده و محدودیت برای بازیکن اول دارد.
گابرل قواعد جدید خود را به دَه شرکت مختلف فرستاد تا از حمایت ناشر برخوردار شود، اما توسط همه آنها رد شد. گابرل تجربه نزدیک شدن به شرکای احتمالی را توصیف می‌کند و می‌گوید:
«من نزد تعداد کمی از آشنایانم رفتم، اما همه آنها پیشنهادهای من را رد کردند زیرا اصل بازی را درک نمی‌کردند و برای من به عنوان یک حرفه ای آینده احترامی قائل نبودند.»
او به دنبال شریکی بود که هم تجربه و هم بودجه لازم برای کمک به اجرای برنامه‌هایش را داشته باشد و فردی را پیدا کرد که در دفترچه تلفن به عنوان «مخترع» معرفی شده بود. این مرد قبلاً پروژه ای داشت که به آن متعهد بود، اما موافقت کرد که به گابرل کمک کند و با هم برای کپی رایت درخواست کردند و ۲۰۰ نسخه از بازی ساخته شد. به دنبال یک نام، آنها بر روی «پنته» (πέντε) توافق کردند که از کلمه «پنج» در یونانی می‌آید، که اشاره ای به شرایط برد و اسیرگیری در بازی است. آنها علیرغم الهام گرفتن از گو و گوموکو از نامی با صدای «شرقی» اجتناب کردند، زیرا به گفته گابرل، احساسات مردم به خاطر جنگ هنوز متشنج بود.
در سال ۱۹۷۸، گابرل، که اکنون یک مدیر شده بود، قصد داشت شغل خود را در پیتزای هایدوی رها کند و وقت خود را منحصراً به پنته اختصاص دهد، اما شریک زندگی او ابراز تردید کرد و گفت: «جهان برای پنته آماده نیست.» بانک گابرل چندین بار درخواست او را برای وام رد کرد و در نهایت وام او برای ۱۰۰۰ دلار هم رد شد. او اصرار کرد و از یک بانک دیگر وام کوچکی گرفت و از خانواده‌اش پول قرض کرد و برای خرید خانه و پرداخت پیش‌پرداخت، با وانت برای فروش نسخه‌های بازی به اطراف سفر کرد.
او در سراسر جنوب غربی سفر کرد و چند روز در هر شهر ماند و پنته را به صاحبان فروشگاه‌ها هدیه می‌داد و آن را به صاحبان باشگاه‌ها و خبرنگاران آموزش می‌داد. پولی که در هر شهر به دست می‌آمد معمولاً به اندازه‌ای بود که به او اجازه می‌داد چند هفته دیگر سفر را ادامه دهد. در طول سال ۱۹۷۸ و نیمه اول سال ۱۹۷۹، گابرل حدود ۵۰۰۰ ست پنته را فروخت که این بازی در چندین باشگاه محبوب در اوکلاهاما سیتی انجام شد و خود گابرل در روزنامه‌های سراسر ایالت آن را منتشر کرد.